# Гутман, Нахум
На́хум Гу́тман (рожд. Ну́хим О́лтерович Гу́тман; ивр. נחום גוטמן‎‎; 15 октября 1898, Теленешты, Оргеевский уезд, Бессарабская губерния — 28 ноября 1980, Тель-Авив, Израиль) — израильский художник-пейзажист, скульптор, иллюстратор и график, детский писатель. Лауреат премии Ханса Кристиана Андерсена за вклад в детскую литературу (1962). Писал на иврите.

## Биография
Нухим (впоследствии Нахум) Гутман родился в бессарабской еврейской земледельческой колонии Теленешты (теперь райцентр Теленештского района Молдовы) четвёртым ребёнком в семье Олтера Гутмана и его жены Ривке. Всего в семье росло пятеро детей. Отец будущего художника, начинающий литератор Олтер Гутман — впоследствии известный под литературным псевдонимом С. Бен-Цион (или Симха Бен-Цион) — в то время работал учителем.
В 1903 году семья переехала в Одессу, где Нахум учился в экспериментальном хедере (начальной школе) с обучением на иврите, в котором преподавал его отец. В 1905 году семья вновь переехала, на этот раз в Палестину и поселилась в Яффе. Нахум учился в школе «Эзра». В 1910 году неожиданно умерла его мать и в дальнейшем воспитанием детей занималась бабушка художника по отцовской линии Минце Гутман, специально приехавшая для этого из Теленешт. Тогда же Нахум начал брать свои первые уроки рисования у Иры Ян (Эстер Слепян) и поступил в гимназию «Герцлия». В 1913 году он самостоятельно уехал в Иерусалим и поступил в школу живописи и изобразительных искусств «Бецалель» к Борису Шацу и Абелю Пэну.
После временного расформирования школы во время боевых действий Первой мировой войны в 1916 году, Гутман работал на выжимке винограда и в цитрусовых садах в Петах-Тикве, Ришон-леЦионе и Реховоте, что много лет спустя нашло отражение в его автобиографической книге «һахофеш һагадол о Таалумат haАргазим» (Летние каникулы, или тайна ящика). В 1917 году вместе с прочими жителями он был изгнан из Иерусалима турками (описано в книге «Дорога апельсиновых корок»), в 1918 году добровольцем вступил в Еврейский легион британской армии, служил надсмотрщиком в лагере для военнопленных турок в Египте.

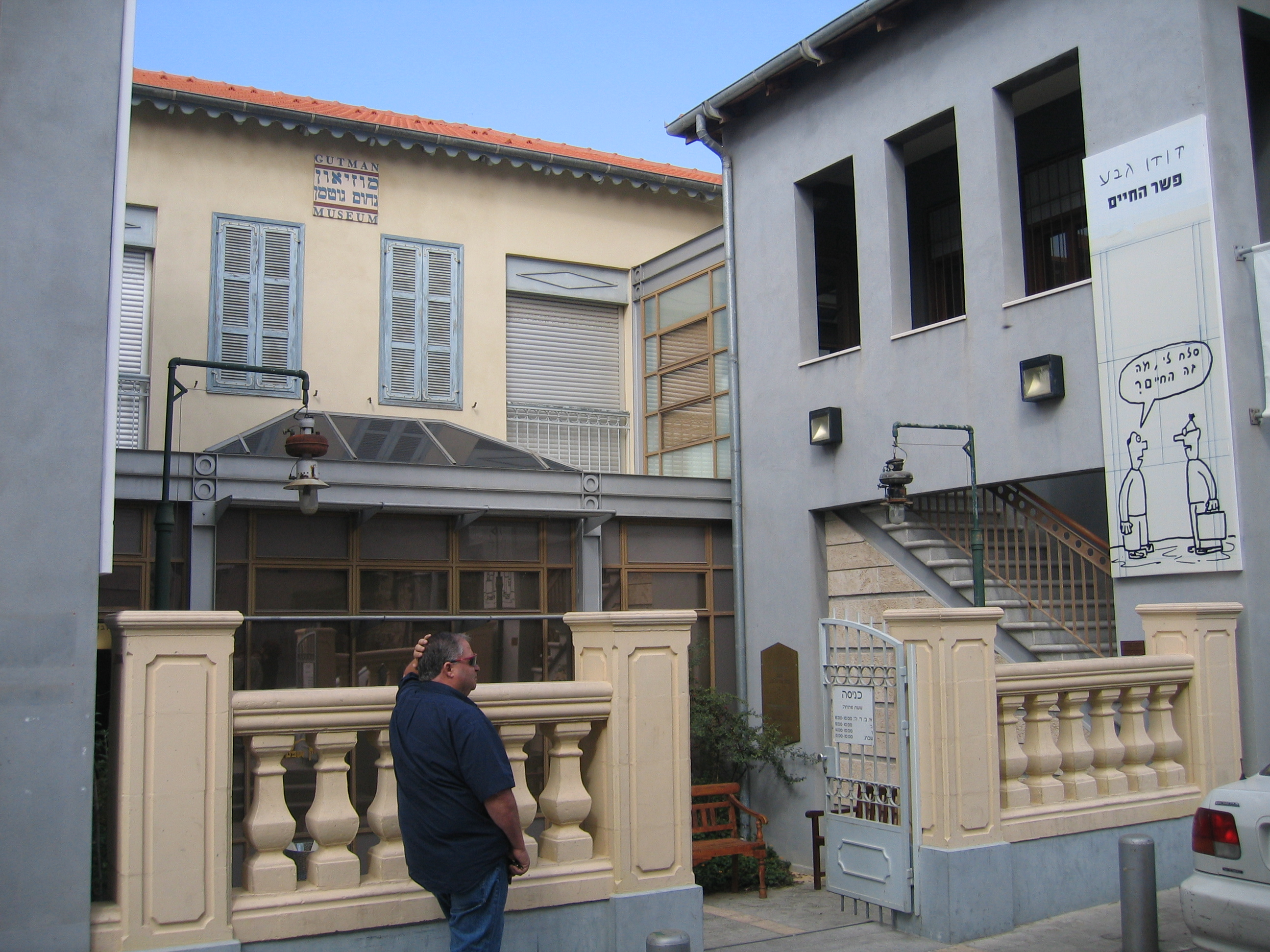
Музей Гутмана в Неве-Цедек (Тель-Авив)

В 1920 году, сразу после демобилизации, уехал учиться живописи в Европу, до 1926 года жил в Вене, Париже, Берлине, иллюстрировал книги жившего тогда в Берлине отца, а также литераторов его круга — Х. И. Бялика и Ш. Черниховского. В 1926 году вернулся в Тель-Авив и посвятил себя главным образом пейзажистике (работы Гутмана того времени впоследствии стали относить к новому, так называемому «палестинскому стилю»). В 1928 году он женился на Доре Йоффе и в том же году родился их единственный сын Менахем. С 1929 года Гутман занимался дизайном декораций и костюмов для модернистского театра «Oһэль» (Шатёр), был автором декораций к спектаклям «Венец Давида» (1929) и Шабтай Цви (1932). В 1931 году получил постоянную позицию иллюстратора в газете «Давар Леялдим» (детском приложении к газете «Давар»), в которой работал без перерывов на протяжении последующих 35 лет. Через некоторое время начал также писать статьи для этой газеты.
В 1932 году состоялась первая персональная выставка Гутмана. В 1933—1934 годах участвовал в изготовлении декораций к ежегодному пуримскому шествию-карнавалу в Тель-Авиве «Адлояда», организуемому хореографом Барухом Агадати. В 1934 году к 25-летию основания Тель-Авива создал эмблему города, принятую (в его же ревизии 1959 года) по сей день. 1934—1935 годы провёл в Южно-Африканской республике, где написал свою первую книгу для юношества «БеЭрэц Лобенгулу Мэлэх Зулу» (В стране Лобенгулу царя Зулу), которая вышла с его собственными иллюстрациями. В Йоханнесбурге, Кейп-Тауне и Дурбане прошли персональные выставки художника.

С тех пор Гутман иллюстрировал все свои детские книги, которые выпускал до самого конца жизни. Так в дальнейшем вышли написанные и иллюстрированные им книги «Беатрис о Маасэ Шетхилато Хамор вэСофо Ари Дорес» (Беатриса, или история, которая началась с осла, а закончилась злым львом, 1942), «һарпаткаот Хамор Шекуло Тхелет» (Приключения настоящего голубого ослика, 1944), «Ир Кетина ваанашим баМеат» (Маленький городок и несколько людей в нём, 1959) и другие.

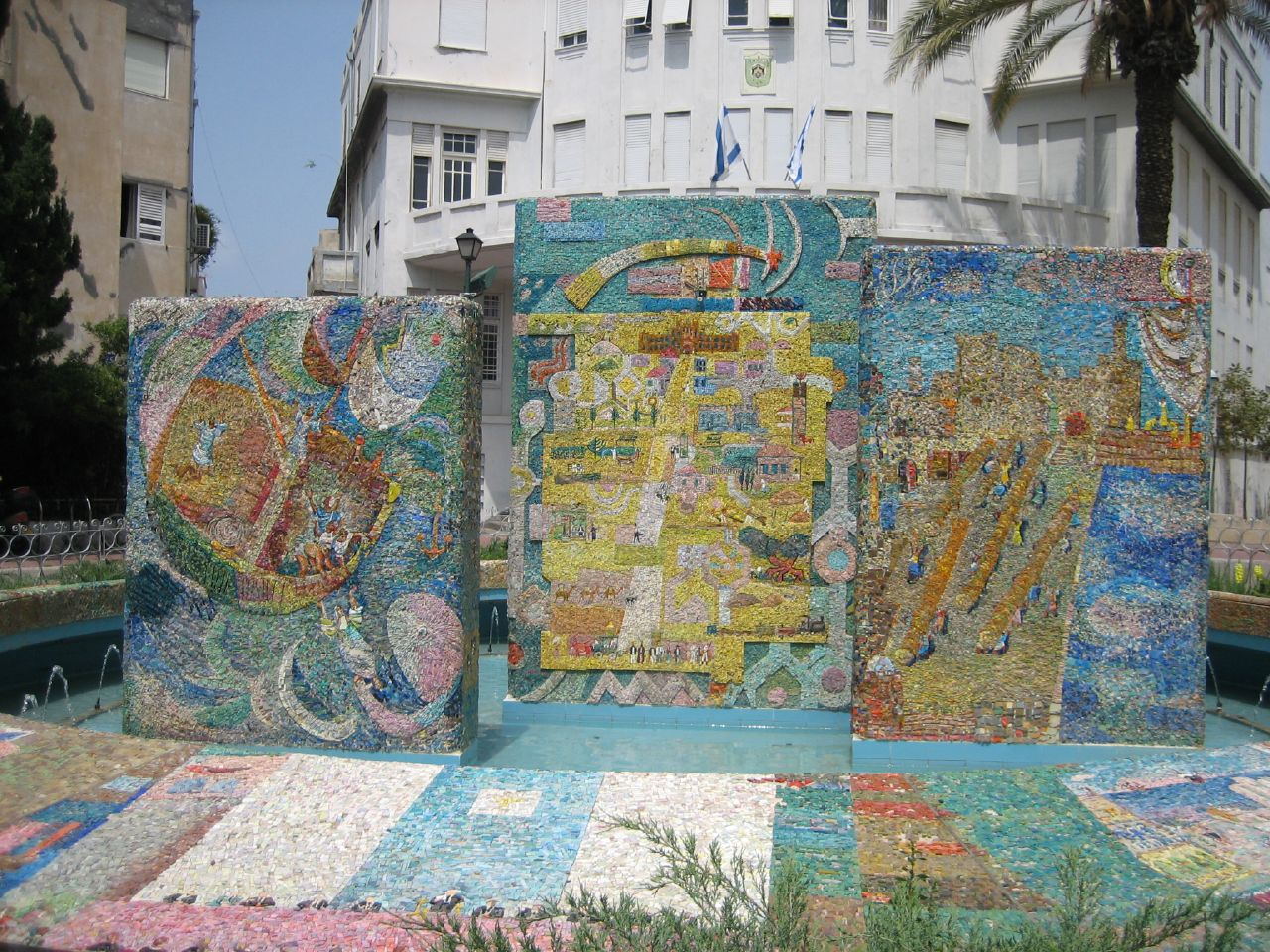
Фонтан с мозаикой Гутмана на ул. Бялика в Тель-Авиве

Во время войны за независимость Израиля в 1948 году Гутман сделал серию портретов солдат армии обороны Израиля, которые вошли в его альбом «Как это было».
В начале 1960-х годов впервые занялся мозаикой (первая мозаика Гутмана была установлена в здании главного раввината Израиля в 1961 году), на протяжении последующих двух десятилетий его мозаиками были украшены стены тель-авивской гимназии «Герцлия» (1967), фонтан на улице Бялика (1976) и первый небоскрёб Шалом Меир (1966) в Тель-Авиве. С 1970 года занимался также керамикой.
Нахум Гутман умер 28 ноября 1980 года в Тель-Авиве. Вскоре после смерти о нём вышла первая подробная монография «Бейн Холот веТхол Шамаим» (Песочные дюны и голубое небо) искусствоведа Эхуда Бен-Эзера. Наиболее полная коллекция его работ находится в Музее Гутмана в тель-авивском районе Неве-Цедек, где художник прожил большую часть жизни. Музей располагается в одном из самых старых домов района, построенном в 1887 году.
Троюродный брат — детский поэт Исрул Гойхберг.

## Награды
Лауреат премии «Ламдан» за детскую литературу (1946), премии Дизенгофа в области изобразительного искусства (1956), международной премии Ханса Кристиана Андерсена (ЮНЕСКО) за книгу «Тропа апельсиновых корок» (1962), премии Яцив (1964), премии Фихмана Союза выходцев из Бессарабии (1969) и государственной премии Израиля (1978). Доктор Honoris causa Тель-Авивского университета (1974), почётный гражданин Тель-Авива (1976). В Рамат-Авиве есть улица, носящая имя художника.
Творчество Нахума Гутмана весьма разнообразно (пейзажи маслом, акварель, гуашь, мозаика, гравюра, литография, керамическая скульптура) и тесно связано с Тель-Авивом, одними из первых поселенцев которого были его родители и он сам.

## Публикации
- И было однажды… Агадические сказания о царе Давиде записал Хаим-Нахман Бялик. Иллюстрации Нахума Гутмана. М.: Текст—Книжники, 2015.